# (153591) 2001 SN263
(153591) 2001 SN263, também escrito como (153591) 2001 SN263, é um pequeno asteroide próximo da Terra que é classificado como um asteroide Amor. Em 2008, os cientistas usando o radar planetário do Observatório de Arecibo descobriram que o objeto é orbitado por dois satélites quando o asteroide triplo fez uma abordagem perto da Terra a 0,066 UA (quase 10 milhões de quilômetros); apenas cerca de um por cento (1%) dos asteroides perto da Terra observados por radar são considerados sistemas triplos como este. O corpo maior é chamado de alfa e tem forma esferoide e tem um diâmetro de 2,8 km, e os satélites, são denominados de Beta e Gama, são várias vezes menor em tamanho. Beta tem 1,1 km de diâmetro e Gama tem 0,4 km.
O único outro asteroide triplo inequivocamente identificado na população perto da Terra é (136617) 1994 CC, que foi descoberto ser um sistema triplo em 2009.

## Descoberta
(153591) 2001 SN263 foi descoberto no dia 20 de setembro de 2001, pelo programa Lincoln Near-Earth Asteroid Research (LINEAR).

## Características orbitais
A órbita de (153591) 2001 SN263 tem uma excentricidade de 0,47837915 e possui um semieixo maior de 1,98644832 UA. O seu periélio leva o mesmo a uma distância de 1,03617286 UA em relação ao Sol e seu afélio a 2,93672378 UA.

## Missão Aster
O asteroide (153591) 2001 SN263 foi escolhido como alvo para a proposta missão Aster. Esta futura missão espacial será a primeira missão brasileira de espaço profundo, é um projeto da Agência Espacial Brasileira (AEB) com várias instituições. A missão Aster é um projeto multi-institucional, cujo objetivo principal é a construção de uma sonda espacial de pequeno porte para explorar este sistema de asteroide triplo. Sua meta é ambiciosa: orbitar o asteroide triplo e pousar na superfície do objeto principal.